# Žalany
Žalany – gmina w Czechach, w powiecie Cieplice, w kraju usteckim. Według danych z dnia 1 stycznia 2014 liczyła 523 mieszkańców.